# نوم حركة العين السريعة

عينة مخطط كهربية الدماغ للنوم [hypnogram] تبين دورات النوم التي تتميز بزيادة نوم حركة العين السريعة(REM)[أحمر].

نوم حركة العين السريعة (اختصارًا REM) هو مرحلة من مراحل النوم تتميز بحركة العين السريعة فيها. يصنف نوم حركة العين السريعة إلى صنفين: التوتري والطوري. تعرف البروفيسور "ناتانيال كليتمان" والطالبه "إيجين أسيرينسكي" على هذه المرحلة من النوم في عام 1953. يتضمن تصنيف نوم حركة العين السريعة وانخفاض توتر العضلة وتخطيط سريع وذو جهد منخفض لأمواج الدماغ. يمكن تمييز هذه الخصائص بسهولة عن طريق البولوسومنوجرام وهي نوع من أنواع دراسات النوم تُجرى خصيصاً على ممن يشتبه وجود اضطرابات نوم لديهم من المرضى.
يحتل نوم حركة العين السريعة 20-25% من فترة النوم الكلية، أي حوالي 90-120 دقيقة من النوم في ليلة واحدة. وعادةً ما يحدث نوم حركة العين السريعة قبيل الصباح. (4) ويمر الإنسان غالباً بأربع أو خمس فترات من نوم حركة العين السريعة، وتكون قصيرة في بداية الليلة وتطول في نهايتها. يميل العديد من الحيوانات والبشر أيضاً إلى الاستيقاظ أو المرور بفترة من النوم الخفيف الجداً بعد نوبة نوم حركة العين السريعة وتختلف مدتها حسب العمر. فبالنسبة للأطفال حديثي الولادة يمثل نوم حركة العين السريعة أكثر من 80% من نومهم الكلي. يكون نشاط عصبونات الدماغ خلال نوم حركة العين السريعة مشابهاً لنشاطها خلال ساعات الاستيقاظ، ولهذا السبب يسمى نوم حركة العين السريعة أحياناً بالنوم المتناقض.
تختلف مرحلة نوم حركة العين السريعة نفسياً عن مراحل النوم الأخرى والتي يطلق عليها مجموعةً بنوم حركة العين غير السريعة. تُرى معظم الأحلام ذات التفاصيل الحية الواضحة خلال نوم حركة العين السريعة.

## الفيسيولوجيا
تنشط فسيولوجياً عصبونات معينة في جذع الدماغ (تعرف باسم خلايا نوم الريم وتقع في السقيفة الجسرية) خلال نوم حركة العين السريعة ويرجح أنها المسؤولة عن حدوثه. يتوقف إطلاق الناقلات العصبية نهائياً خلال نوم حركة العين السريعة، وهي الأمينات الأحادية (النورادرينالين والسيروتونين والهستامين). مما يسبب وَنَى نوم حركة العين السريعة، وهو شلل كلي تقريباً لكامل الجسد، نتيجةً لتثبيط الخلايا العصبية الحركية. ويسبب عدم حدوث وَنَى نوم حركة العين السريعة هذا اضطراب نوم حركة العين السريعة السلوكي حيث يقوم من يعانون من هذا الاضطراب بالحركات التي يقومون بها في أحلامهم. يكون معدل نبضات القلب ومعدل التنفس غير طبيعياً أثناء نوم حركة العين السريعة.

## دور النواقل العصبية
لقد ظهرت عدة نظريات  حول دور النواقل العصبية، بالمقارنة مع النوم ذي الموجة البطيئة، فإن  النوم  نوم حركة العين السريعة يعتمد على استخدام أعلى للناقل العصبي الأستيل كولين، والذي قد يتسبب في موجات دماغية أسرع. وقد وجد أن حقن مثبط الأستيل كولينستريز، والتي تزيد بشكل فعال من الأستيل كولين المتاح، تحفز النوم المتناقض لدى البشر والحيوانات، كما أن الكارباكول، الذي يحاكي تأثير الأستيل كولين على الخلايا العصبية، له تأثير مماثل. بينما النواقل العصبية أحادية الأمين النورادرينالين والسيروتونين والهيستامين تكون غير نشيطة في هاته المرحلة. فعمليات النقل الكوليني تنشط  في الجسر في الوقت الذي تكون النورادرينالين  غير نشيطة. بل إن توقف إطلاق النبضات العصبية النورادرينالينية في الجسر يلعب دورًا حاسمًا في تنظيم نوم حركة العين السريعة 

اثنين من الناقلات العصبية الأخرى، الأوركسين وحمض جاما أمينوبوتيريك (GABA)، يعززان اليقظة، ويتضاءلان أثناء النوم العميق، ويمنعان النوم المتناقض. 

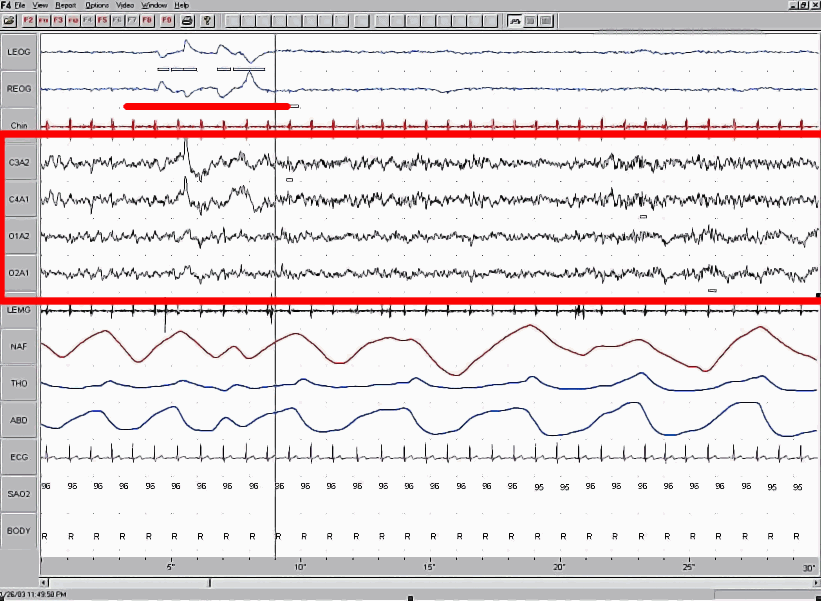
تخطيط بواسطة البوليسومنوجرام لنوم حركة العين السريعة يظهر فيه تخطيط أمواج الدماغ مؤشرةً بإطار أحمر وحركة العين مؤشرةً بخط أحمر.

## نظريات حول وظائف نوم حركة العين السريعة

### نظريات متعلقة بالذاكرة
تفيد إحدى النظريات بأن هنالك ذكريات معينة تُرسخ خلال نوم حركة العين السريعة. واقترحت العديد من النظريات بأن نوم حركة العين السريعة مهم لترسيخ الذكريات الإجرائية والذكريات المكانية. تبينت أهمية النوم ذو الموجات البطيئة وهو جزء من نوم حركة العين السريعة لترسيخ الذكريات الإفادية كالحقائق والعلوم). أظهرت دراسة حديثة بأن التعزيز الاصطناعي لنوم حركة العين غير السريعة يحسن من القدرة على تذكر الكلمات المزدوجة –مصطلحات تتكون من كلمتين- التي سبق حفظها. برهن توكر وآخرون أن قيلولة النهار والتي تتضمن نوم حركة العين الغير السريعة وحسب تحسن من الذاكرة الإفادية دون الذاكرة الإجرائية. قد تكبح مثبطات أوكسيداز أحادية الأمينات ومضادات الاكتئاب ثلاثية الحلقات نوم حركة العين السريعة بيد أنه لم يظهر أي دليل على إضرار هذه العقاقير بالذاكرة، وقد أظهرت بعض الدراسات تحسين مثبطات أوكسيداز أحادية الأمينات للذاكرة. باللإضافة إلى ذلك فقد أثبتت دراسة أجريت على فرد يعاني نقصا في نوم حركة العين السريعة نظرا لإصابة جذع دماغه بشظية عدم تضرر ذاكرته. (لمزيد من التفاصيل اطلع على المقالة النقدية حول علاقة النوم بالذاكرة في الرابط أدناه.)
اقترح ميتشيسون وكريك مستندين على آراء حول دور نوم حركة العين السريعة في ترسيخ الذكريات بأن وظيفة نوم حركة العين السريعة «هي إزالة حالات تفاعل معينة غير مرغوب بها في شبكة الخلايا في قشرة الدماغ.» وتسمى هذه العملية بـ«عدم التعلم». وكنتيجة لذلك تثعزز هذه الذكريات المهمة (والتي تكون طبقتها السفلية العصبية قوية بما يكفي لمقاومة هذه النشاط الفوضوي التلقائي) أكثر، بينما تتلاشى بقايا الذكريات الضعيفة العابرة «المشوِّشة».

### تحفيز نمو الجهاز المركزي العصبي كوظيفة رئيسية
وفقاً لنظرية أخرى تعرف باسم نظرية التخلق لنوم حركة العين السريعة فإن هذه المرحلة من النوم (تعرف أيضاً باسم النوم النشط عند حديثي الولادة) بارزة الأهمية لنمو الدماغ، وقد يعود ذلك إلى أن هذه المرحلة توفر التحفيز العصبي الذي يحتاجه حديثو الولادة لنضج الوصلات العصبية ولنمو الجهاز العصبي بشكل سليم.  وقد أظهرت الدراسات التي أجريت لمعرفة آثار الحرمان من النوم النشط بأن الحرمان من النوم النشط في مراحل العمر المبكرة قد تؤدي إلى مشكلات سلوكية وتقطع دائم في النوم وضمور الدماغ  وموت الخلايا العصبية بمعدلات غير طبيعية. ومما يدعم هذه النظرية أكثر هو حقيقة تناقص مدة نوم حركة العين السريعة لدى الإنسان وغيره من الكائنات الحية كلما كبر في السن (انظر أدناه).
أحد النتائج النظرية المهمة لنظرية التخلق في نوم حركة العين السريعة هو احتمالية عدم وجود وظيفة حيوية أساسية في عقل الإنسان البالغ، بعد تمام نمو الجهاز المركزي العصبي على سبيل المثال. لكن وبسبب عدم توقف عمليات الليونة العصبية جملةً في الدماغ فقد يستمر نوم حركة العين السريعة في النسيج العصبي لدى البالغين كمصدرٍ للتحفيز التلقائي المستمر. وفي نفس الوقت يؤدي اضطراب جودة النوم وانخفاض كميته إلى نشاط عصبي مفرط دون وقت كافٍ للحفاظ على التوازن داخل الجهاز العصبي.

### شلل الحركة الوقائي: مقدمة الأحلام
يعد نوم حركة العين السريعة وفقاً لتسوكالاس (2012) تحولاً تطورياً لآلية وقائية معروفة وهي استجابة الشلل التوتري. وتمثل هذه الاستجابة، والتي تعرف بتنويم الحيوان المغناطيسي أو التظاهر بالموت، خط الدفاع الأخير للحيوان في حال هجوم حيوان آخر مفترس، حيث يخمد الحيوان بلا حراك ويبدو ميتاً. يشير تسوكالاس بأن ردة الفعل هذه تشابه من ناحية الفيسيولوجيا العصبية وعلم الظواهر نوم حركة العين السريعة بشكل مدهش. على سبيل المثال كلا ردتي الفعل هذه تُبدي تحكماً بالدماغ وشللاً وتنشيطاً عاطفياً وتغيرات في تنظيم الحرارة.

### تحول البصر
بناءً على «فرضية المسح» فترتبط الخواص الاتجاهية لنوم حركة العين السريعة بتحول في البصر أثناء رؤية الأحلام. ويناقض هذه الفرضية حدوث هذه الحركات في العين لدى المكفوفين ولدى الأجنة رغم عدم قدرتهم على الرؤية. ولا تتوافق حركة العينان في نوم حركة العين السريعة (أي أن كلتا العينان لا تتجهان نحو الاتجاه ذاته في الوقت ذاته) فلا توجد نقطة للتثبيت. وأظهرت البحوث الداعمة لهذه النظرية أن البصر خلال رؤية أحلام تحقيق الأهداف يتوجه نحو أحداث الحلم، ويحدد ذلك من خلال الربط بين حركات العين وحركات الجسد لدى مرضى اضطراب نوم حركة العين السريعة السلوكي الذين يمثلون حركاتهم في الحلم أثناء نوم حركة العين السريعة.

### نظريات أخرى
تقترح نظرية أخرى بأن توقف الأمينات الأحادية مطلوب للسماح لمستقبلات أحاديات الأمينات في الدماغ بالتعافي واستعادة حساسيتها كاملةً. ومما لا شك فيه أن الإنسان يعوض فترات نوم حركة العين السريعة التي قوطعت مراراً وتكراراً بفترة أطول من نوم حركة العين السريعة في أقرب فرصة ممكنة «النوم الارتدادي».
يشير بعض الباحثون جدلياً إلى أن استمرار عمليات العقل المعقدة كنوم حركة العين السريعة يدل على أن له دوراً مهماً لبقاء الثديات والطيور. فهو يمثل احتياجات فيسيولوجية حيوية هامة للبقاء للدرجة التي يؤدي بها الحرمان الطويل من نوم حركة العين السريعة إلى موت حيوانات التجارب. يؤدي فقدان نوم حركة العين السريعة لدى البشر وحيوانات التجارب إلى تشوهات فيسيولوجية. لقد لوحظ فقدان نوم حركة العين السريعة خلال عدة التهابات تجريبية وطبيعية مختلفة. تقل فرصة بقاء حيوانات التجارب على قيد الحياة عند إصابتها بالالتهابات في حال حرمانها بشدة من نوم حركة العين السريعة. ويؤدي ذلك إلى احتمالية أن تكون جودة وكمية نوم حركة العين السريعة مهمة لفسيولوجية الجسم الطبيعية.
لقد طرح فريدريك سنايدر الفرضية الخافرة الخاصة بنوم حركة العين السريعة في عام 1966 الميلادي. وهي فرضية مبنية على رصد نوم حركة العين السريعة في عدة حيوانات من فصيلة الثديات (الفأر والقنفذ والأرنب والقرد الهندي الصغير) التي تعقبها صحوة قصيرة. وهذا لا يحدث للقطط وللبشر على الرغم من أن البشر أكثر عرضة للاستيقاظ أثناء نوم حركة العين السريعة من نوم حركة العين غير السريعة. افترض سايندر أن نوم حركة العين السريعة ينشط الحيوان دورياً لفحص محيطه ورصد الحيوانات المفترسة المحتملة. وهذه الفرضية لا تفسر شلل العضلات أثناء نوم حركة العين السريعة. ويقترح تحليل منطقي أن شلل العضلات يمنع استيقاظ الحيوان كلياً بلا داعٍ ويسمح له بالعودة إلى النوم العميق بيسر. تفيد نظريات أخرى أن وظيفة نوم حركة العين السريعة هو تزييت القرنية وتدفئة الدماغ وتحفيز وحفظ استقرار الشبكات العصبونية التي لم تنشط خلال فترة الاستيقاظ وإنشاء تحفيز داخلي للمساعدة على نمو الجهاز العصبي المركزي أو فقدان أي غرض كان لكونها نشاطات عقلية عشوائية.

## آثار الحرمان من نوم حركة العين السريعة
يسبب الحرمان من نوم حركة العين السريعة زيادة ملحوظة في عدد محاولات السعي للاستغراق في مرحلة نوم حركة العين السريعة أثناء النوم، حيث ينتقل الإنسان أسرع من المعتاد إلى المرحلة الثالثة وهي نوم حركة العين السريعة ويمر بـنوم حركة العين السريعة الارتدادي، وهو زيادة كبيرة في مدة نوم حركة العين السريعة عن المدة الطبيعية لها. وتتناغم هذه النتائج مع فكرة أهمية مرحلة نوم حركة العين السريعة بل ربما كانت أهم مراحل النوم.
قد تتطور اضطرابات نفسية خفيفة كالقلق والتهيج والهلوسة وصعوبة التركيز وقد تزيد الشهية بعد اكتمال الحرمان. وهناك أيضا نتائج إيجابية للحرمان من نوم حركة العين السريعة فقد اكتشف أن بعض أعراض الاكتئاب قد تزول عن طريق الحرمان من نوم حركة العين السريعة وقد تزيد العدوانية وسلوك الأكل. وقد اقترح أن الحرمان الحاد من نوم حركة العين السريعة قد يطور أنواعاً معينة من الاكتئاب حيث يبدو أن هنالك صلة بين الاكتئاب واختلال توازن ناقلات عصبية معينة. على الرغم من أن الحرمان من النوم بشكل عام يزعج الناس إلا أنه قد ثبت مرارا وتكرارا أنه يخفف من الاكتئاب وإن كان ذلك بشكل مؤقت. ويفيد أكثر من نصف الأفراد ممن يمرون بهذه الراحة أنها لا تعود فعالة في الليلة التالية. ولذلك ابتكر الباحثون طرقاً لإطالة هذا التأثير كتغيير جدول النوم لأيام معدودة تعقبها أياماً من الحرمان من نوم حركة العين السريعة  والجمع بين تغيير جدول النوم والعلاج الدوائي.  وعلى الرغم من أن معظم مضادات الاكتئاب تمنع حدوث نوم حركة العين السريعة نظراً لمفعولها على أحاديات الأمينات إلا أن هذا التأثير يتناقص بعد مدة طويلة من استخدامها. يحفز الحرمان من النوم النسيج العصبي الحصيني بالطريقة ذاتها التي تحفزه مضادات الاكتئاب بيد أن لا أحد يعلم إن كان المسؤول عن هذا التأثير هو نوم حركة العين السريعة أم لا. تختلف دراسات نوم حركة العين السريعة لدى الحيوانات عنها لدى الإنسان اختلافاً كلياً. حيث أثبتت الدراسات بأن نتائج نوم حركة العين السريعة لدى الحيوانات أقوى منها لدى الإنسان. وقد يعزى ذلك إلى أن فترة حرمان الحيوانات من نوم حركة العين السريعة أطول بكثير (قد تصل لـ70 يوماً) مقارنةً بفترة حرمان الإنسان، أو إلى كون الطرق المختلفة التي استخدمت على الحيوانات أكثر إزعاجاً وإيلاماً منها على الإنسان (فعلى سبيل المثال توقظ القطط بإغراقها في الماء في بعض التجارب). وتفيد الأدلة بأن الحرمان من نوم حركة العين السريعة لدى الفئران يضعف قدرتها على تعلم مهارات جديدة لكنه لا يؤثر على الذاكرة الموجودة مسبقاً. ففي أحد الدراسات لم تتمكن الفئران من تعلم كيفية تجنب مثيرات الألم بعد حرمانها من نوم حركة العين السريعة كما كانت تستطيع ذلك من قبل. أما بالنسبة إلى الإنسان فلم يكن هنالك أية صعوبات في التعلم بعد حرمانه من نوم حركة العين السريعة لليلة واحدة. يزيد حرمان الفئران من نوم حركة العين السريعة من محاولات السعي للاستغراق فيه وفي ما يسمى بنوم حركة العين السريعة الارتدادي. ويزيد حرمان الفئران والقطط من نوم حركة العين السريعة من اهتياجية دماغها (توسع كهربائي للإشارات الحسيّة) مما يخفض من مستوى ضبط الاستيقاظ. وتشبه هذه الزيادة في اهتياجية دماغها تلك التي لدى الإنسان. وجدت دراسة أخرى انخفاضاً في اهتياج الدماغ المؤخر الحسّي، حيث ضعف إجمالياً استقبال الدماغ المؤخر للمعلومات التي في المسارات الواردة وذلك بسبب زيادة توسع هذه المسارات المستقبلة هي الأخرى.

## الإبداع
يساعد النوم على عملية تكوين الإبداع لعناصر ترابطية في مجموعات جديدة مفيدة أو تفي ببعض المتطلبات. وبحدث هذا في نوم حركة العين السريعة بدلاً من نوم حركة العين غير السريعة.  ويعزى ذلك إلى التغييرات التي تجري في التعديل العصبي الكوليني والنورأدريني أثناء نوم حركة العين السريعة فضلاً عن عمليات الذاكرة.  أثناء نوم حركة العين السريعة تمنع الكميات العالية من الأستيل كولين في الحُصَين التغذية الاسترجاعية المرسلة من الحُصَين إلى القشرة المخية الحديثة، بينما تحفز الكميات المنخفضة من الأستيل كولين والنورابينيفرين في القشرة المخية الحديثة انتشار النشاط الارتباطي ضمن مناطق الحُصَين دون تحكم منه. ويتناقض هذا مع مايجري في الوعي أثناء الاستيقاظ حيث تمنع الكميات العالية من النورابينيفرين والأستيل كولين الاتصالات المتكررة في القشرة المخية الحديثة. يزيد نوم حركة العين السريعة من الإبداع خلال هذه العملية عن طريق السماح «لهياكل القشرة المخية الحديثة بإعادة ترتيب التسلسلات الهرمية الترابطية والتي يعاد فيها تفسير المعلومات القادمة من الحُصَين بربطها مع صلات أو تمثيلات دلالية سابقة.»

## نوم حركة العين السريعة لدى الحيوانات
المقالة الرئيسية: النوم (لدى غير البشر)
يحدث نوم حركة العين السريعة لجميع الثديات البرية والطيور.

## الاكتشاف
اكتشف في عام 1952م إيوجين أسيرينكسي وناتانيال كليتمان بمساعدةٍ من ويليام س. ديمينت، وقد كان طالب طب في ذلك الوقت، ظاهرة نوم حركة العين السريعة وارتباطها بالأحلام وذلك خلال فترة عملهم في جامعة شيكاغو. وقد نُشِرت مقالة كليتمان وأسيرينكسي الإبداعية في العاشر من سبتمبر في عام 1953.